# 上福岡 (ふじみ野市)
上福岡（かみふくおか）は、埼玉県ふじみ野市の町名。現行行政地名は上福岡一丁目から上福岡六丁目。住居表示実施済み区域。郵便番号は356-0004。

## 世帯数と人口
2022年（令和4年）8月1日現在の世帯数と人口は以下の通りである。
| 町丁         | 世帯数    | 人口    |
| ------------ | --------- | ------- |
| 上福岡一丁目 | 1,405世帯 | 2,260人 |
| 上福岡二丁目 | 460世帯   | 768人   |
| 上福岡三丁目 | 1,023世帯 | 1,786人 |
| 上福岡四丁目 | 842世帯   | 1,518人 |
| 上福岡五丁目 | 759世帯   | 1,225人 |
| 上福岡六丁目 | 627世帯   | 1,027人 |
| 計           | 5,116世帯 | 8,584人 |

## 小・中学校の学区
市立小・中学校に通う場合、学区（校区）は以下の通りとなる。
| 丁目             | 小学校                   | 中学校                 |
| ---------------- | ------------------------ | ---------------------- |
| 一丁目           | ふじみ野市立上野台小学校 | ふじみ野市立葦原中学校 |
| 二丁目、三丁目   | ふじみ野市立上野台小学校 | ふじみ野市立福岡中学校 |
| 四丁目から六丁目 | ふじみ野市立西小学校     | ふじみ野市立福岡中学校 |

## 交通

### 鉄道
- 東武鉄道東上線上福岡駅

### 道路
- 埼玉県道56号さいたまふじみ野所沢線（市役所通り・上福岡本通り・富士見通り[5]）
- サンロード（駅前通り）
- 桜通り
- 中央通り
- 栄通り
- にこにこ通り

## 施設
町域は駅前に位置するため、多数の商業施設や民間施設が立地する。
- 上福岡駅
- みずほ銀行上福岡支店
- 三井住友銀行上福岡支店
- 埼玉りそな銀行上福岡支店・大井支店
- 埼玉縣信用金庫上福岡支店
- ふじみ野市立上福岡西公民館
- 上福岡二丁目町内会集会所
- 上福岡四丁目集会所
- 上福岡五六丁目集会所
- 東武鉄道上福岡き電区分所（変電所）
- 香取幼稚園
- 上福岡おひさま保育園
- 八雲神社
- 上福岡三丁目公園
- 上福岡五丁目公園
- 上福岡六丁目公園
- 杉並クローバー公園